# Colibrí de cua metàl·lica gorjamorat
El colibrí de cua metàl·lica gorjamorat (Metallura baroni) és una espècie d'ocell de la família dels troquílids (Trochilidae).

## Hàbitat i distribució
Boscos oberts i garrigues als Andes, entre 3100 i 3900 m, al sud-oest de l'Equador.